# Géographie de l'Assam

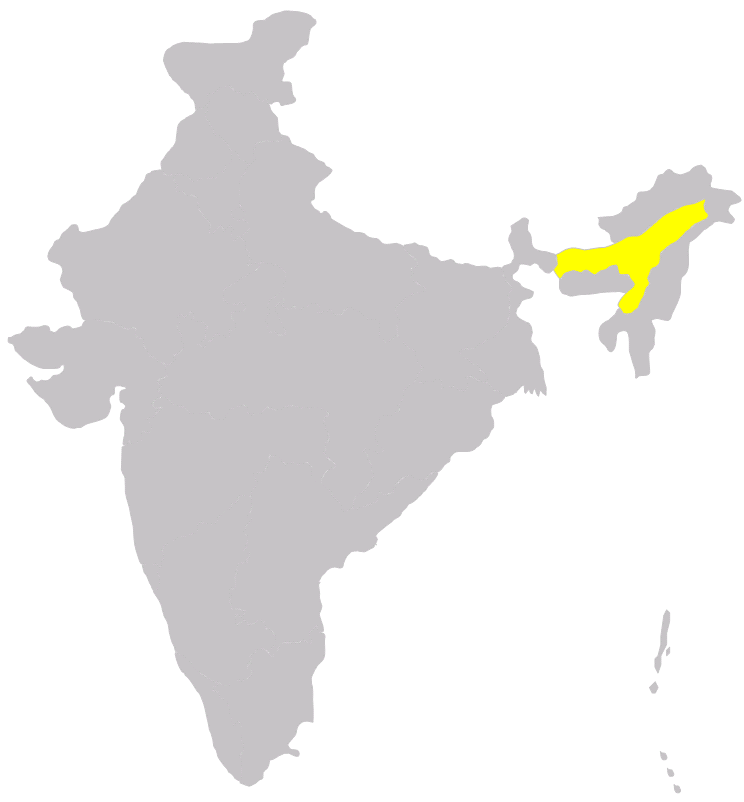
L'Assam (en jaune) sur une carte de l'Inde.

L'Assam est un État indien, situé dans le nord-est du pays et géographiquement isolé de la majeure partie des autres États.

## Situation
Administrativement d'une surface de 78,438 km2 (similaire à l'Autriche ou la Guyane française) et avec une population de plus de 35,6 millions d'habitants, l'Assam est situé au pied est du massif himalayen et est traversé du nord-est au sud-ouest par le Brahmapoutre, un des fleuves emblématiques de l'Inde.
Il est entouré par : 
- au nord: le Bhoutan, l'État d'Arunachal Pradesh ;
- à l'est: le Nagaland et Manipur ;
- au sud: le Mizoram, le Tripura, le Bangladesh et le Meghalaya ;
- à l'ouest: le Bangladesh et l'État du Bengale-Occidental.

Il est ainsi l'État indien partageant le plus de frontières inter-états, avec un total d'environ 2 742 km :
- Assam-Meghalaya (884,9 km) ;
- Assam-Arunachal Pradesh (804,1 km) ;
- Assam-Nagaland (512,1 km) ;
- Assam-Manipur (204,1 km) ;
- Assam-Mizoram (164,6 km) ;
- Assam-Bengale-Occidental (127 km) ;
- Assam-Tripura (46,3 km).

Sa situation au nord-est du pays revêt pour bon nombre d'Indiens une place plus que symbolique. Parce qu'il est une vallée majeure de tout le sous-continent et qu'il a été par le passé source de nombreux conflits, l'Assam — et son entourage de l'extrême nord-est — jouit d'une dimension culturelle, historique et sociétale toujours vive, qui le distingue du reste du pays. Néanmoins, la zone est parfois méconnue de beaucoup d'Indiens eux-mêmes, à cause de son isolement et de ses campagnes relativement difficiles d'accès depuis les mégapoles du pays.

## Géographie physique

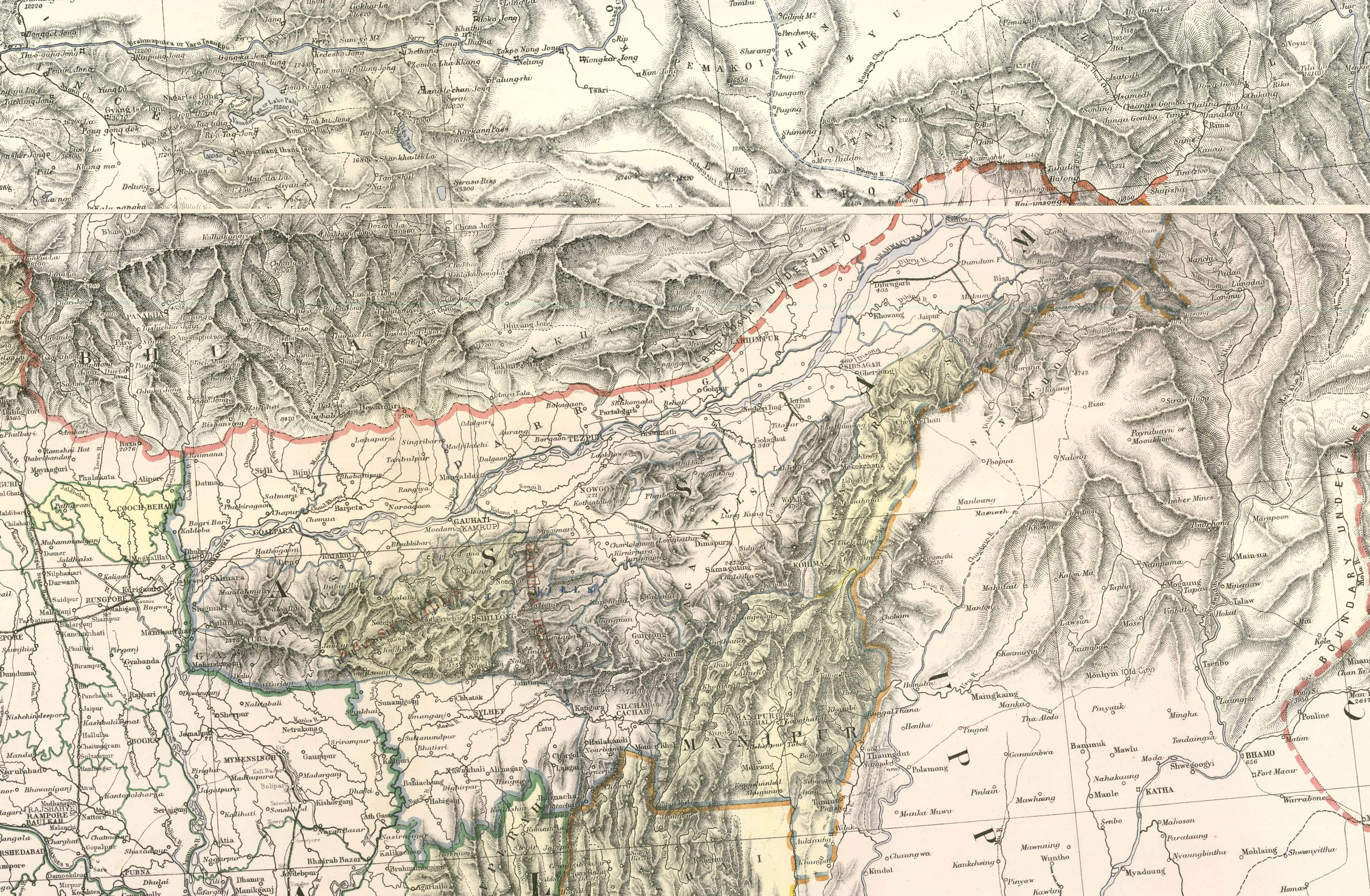
Carte de l'Assam et de la région himalayenne établie par une mission britannique (« Survey of India ») en 1888.

L'Assam possède une géomorphologie particulière en Inde, avec de grandes plaines fertiles et inondables dans sa partie nord et les collines disséquées de la chaîne du plateau de Shillong et du Nagaland (Patkai) au sud. Il ne contient aucune montagne himalayenne sur son territoire, même si tout son climat et sa morphologie en sont directement influencés.
L'État peut être divisé en trois régions physiographiques: la vallée du Brahmapoutre « tressé »; la vallée de Barak (bn) et les collines de Karbi-Anglong et du Nord-Cachar.
La vallée formée par le Brahmapoutre mesure environ 100 km de largeur à ses points les plus larges et sa longueur dans l'Assam mesure près de 1 000 km (pour une longueur totale de 2 900 km). Le lit mineur, en tresses, occupe environ 15 km de largeur à travers toute la vallée.

Cartes physiques de l'Assam
L'Assam, pays du thé et dernière grande vallée fertile au sud-est de l'Himalaya.
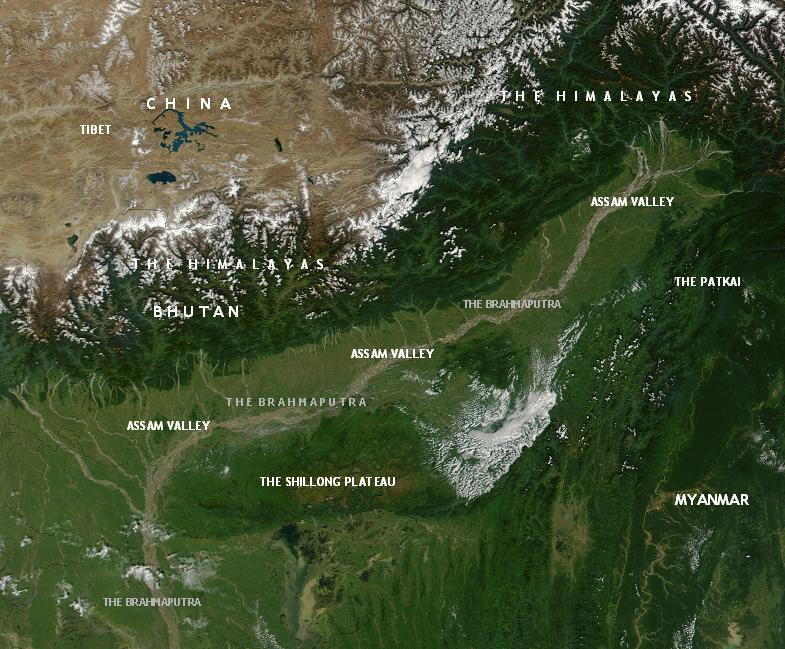
L'état s'étend entre lit fluvial et contreforts montagneux.

### Origine
La région est formée en plusieurs étapes: d'abord soulevée par subduction de la plaque indienne et de la plaque eurasienne à partir du Paléogène, elle est un reste du paléo-océan Thétys qui disparut au fur et à mesure de l'entrée de l'Inde sur le continent eurasiatique. La zone est aussi délimitée au sud par la chaîne Patkai, qui sépare l'Inde de la Birmanie.
L'Assam se trouve sur la projection la plus orientale de la plaque indienne, où la subduction se fait avec la plaque eurasienne. Des études géomorphologiques suggèrent que le Brahmapoutre est un fleuve antérieur à la formation de l'Himalaya et a, dès sa formation, formé et érodé le terrain sur le passage de son lit. Il a donc érodé et formé sa vallée plus rapidement que le rythme de formation de la chaîne himalayenne (environ 4cm par an). 

### Géologie
La région montre toujours une géologie active. Les collines des districts de Karbi Alons et de Dima Hasao, ainsi que celles de Guwahati et du nord de cette zone, font partie du très ancien système du plateau de l'Inde du sud. 
Ces reliefs sont à présent naturellement érodés et creusés par de nombreuses rivières de surface et souterraines. L'altitude de ces collines varie entre 300 m et 2 000 m.

### Ressources minérales
La « haute vallée » est particulièrement bien dotée en pétrole, gaz naturel, charbon et calcaire. On trouve également à travers toute la région des mines ou filons de quartzite magnétique, de kaolin, de sillimanites, d'argile et de feldspath. Du fer est présent en petites quantités dans l'ouest Assam.
On estime que le nord-est de l'Inde (dont l'Assam occupe la majeure partie) possède environ 150 millions de tonnes de pétrole. L'Assam est d'ailleurs le troisième plus gros producteur national de pétrole brut (16 %) et de gaz naturel (8 %).
La houille (charbon) est estimée à 370 millions de tonnes dans l'Assam. Mais le charbon de cette région présente des taux élevés en soufre, ce qui le rend impropre à la consommation individuelle et grand public. Il est préféré en chaufferies industrielles, dans les chemins de fer locaux, les centrales hydroélectriques et les bateaux à vapeur. Du charbon dit « de cuisine » (à faible teneur en eau et à faible volatilité) a été découvert dans la région de Hallidayga Singamari (Assam). 
Les districts de Dima Hasao et Karbi Anglong abritent la majeure partie des réserves de calcaire de l'état (plus de 450 millions de tonnes) dont plus du dixième de qualité ciment.
La quartzite se trouve principalement dans le district de Nagaon ; le kaolin dans Karbi Anglong et Lakhimpur et la roche à sillimanite de nouveau dans le Karbi Anglong.

### Climat
Le climat de la vallée du Brahmapoutre est de type tropical à mousson. L'Assam connaît de manière générale une forte humidité et de fortes précipitations, avec un hiver qui dure de fin octobre à fin février avec des températures minimales avoisinant les 6 °C. En hiver autour de l'Himalaya, les nuits sont fraîches et les matins peuvent être brumeux, malgré une pluie rare ; ceci est dû à une évapotranspiration importante et à la présence de cours d'eau glaciers.
La température moyenne atteint 38 °C certains jours d'été, mais les pluies fréquentes la diminuent, sachant que le pic des moussons est en juin. Des orages et tempêtes tropicales sont fréquentes pendant cette saison; elles sont alors appelées scientifiquement bordoisila.

## Biodiversité
L'Assam est un point chaud de la biodiversité dans toute l'Asie du Sud. Elle comporte des forêts tropicales humides et de nombreux parcs classés, comme par exemple la forêt tropicale du Dehing Patkai Wildlife Sanctuary (en) dans l'extrême est de l'état. Il existe aussi des prairies humides, des vergers de bambous et d'autres zones humides, entretenues par la saisonnalité souvent encore naturelle du Brahmapoutre.
Les zones protégées les plus significatives de l'Assam sont :
- parc national de Kaziranga (patrimoine mondial, réserve de rhinocéros indien) ;
- parc national de Manas (patrimoine mondial, réserve de tigres et de pandas rouges) ;
- parc national d'Orang ;
- parc national de Dibru-Saikhowa ;
- parc national de Nameri ;
- sanctuaire faunique de Hollongapar Gibbon ;
- Laokhowa Wildlife Sanctuary.

Les forêts semi-sempervirentes de la vallée du Brahmapoutre sont une zone reconnue et non-protégée.

## Géographie humaine
L'Assam a porté plusieurs noms au cours de l'histoire. Durant l'Antiquité, cette région du Brahmapoutre était appelée Pragjyotishpura. 
Pendant une période que l'on pourrait associer au haut Moyen Âge européen, elle était appelée Kamrup (ou Kamarupa, de 350 à 1140 de notre ère).
Le nom d'Assam est largement utilisé à partir de la colonisation britannique de l'Inde. 
Il faut parler de plusieurs populations lorsqu'on s'intéresse au peuplement de la vallée de l'Assam. En effet, tant dans leurs langues que concernant leurs religions ou leurs partis politiques, des différences claires, voire des clivages existent au sein de l'état.
On pourrait ainsi aisément imaginer une différenciation du territoire humain autour de la ville-pivot de Nagaon, qui marque une frontière entre ouest, sud et est-Assam. Comme indiqué dans les cartes ci-dessous, d'un point de vue culturel et religieux, on observe une tendance prononcée de la population à l'islam à l'ouest de cette triangulation, c'est-à-dire en aval de la vallée du Brahmapoutre. À l'est et au sud de ce point semblent converger des populations majoritairement hindouistes, avec certaines poches à majorités chrétiennes.
Les Mising sont une des populations peuplant les bords du Brahmapoutre ; ils sont parfois appelés « peuple du fleuve ». Ils sont en grande majorité paysans et dépendent des crues du fleuve et de ses dépôts de limon annuels. Les dynamiques socio-écologiques et ces activités humaines présentent donc une certaine fragilité physique et économique.
Une population népalaise d'environ 400 000 personnes vit en Assam (selon le recensement de 1991), sur les contreforts sud de l'Himalaya, près de la frontière népalaise. En outre, les districts de Lakhimpur et de Sonitpur sont considérés comme un « deuxième Népal ». Ces migrants sont parfois considérés avec méfiance de la part de certaines communautés locales, car leur langue étant le népali et pratiquant l'endogamie et leurs propres rituels, ils sont perçus comme une population à part entière et « non-assimilée ». En revanche, des poches existent où les népalais semblent anciennement et bien intégrés, comme par exemple dans la ville de Bokakhat, au centre-est de l'état.

Impression monochrome de l'Assam.
(en) Districts politiques et administratifs de l'Assam (en 2014). En 2015 cinq nouveaux districts ont été créés, qui ne sont pas présents sur cette carte.
Carte des routes et chemins de fer
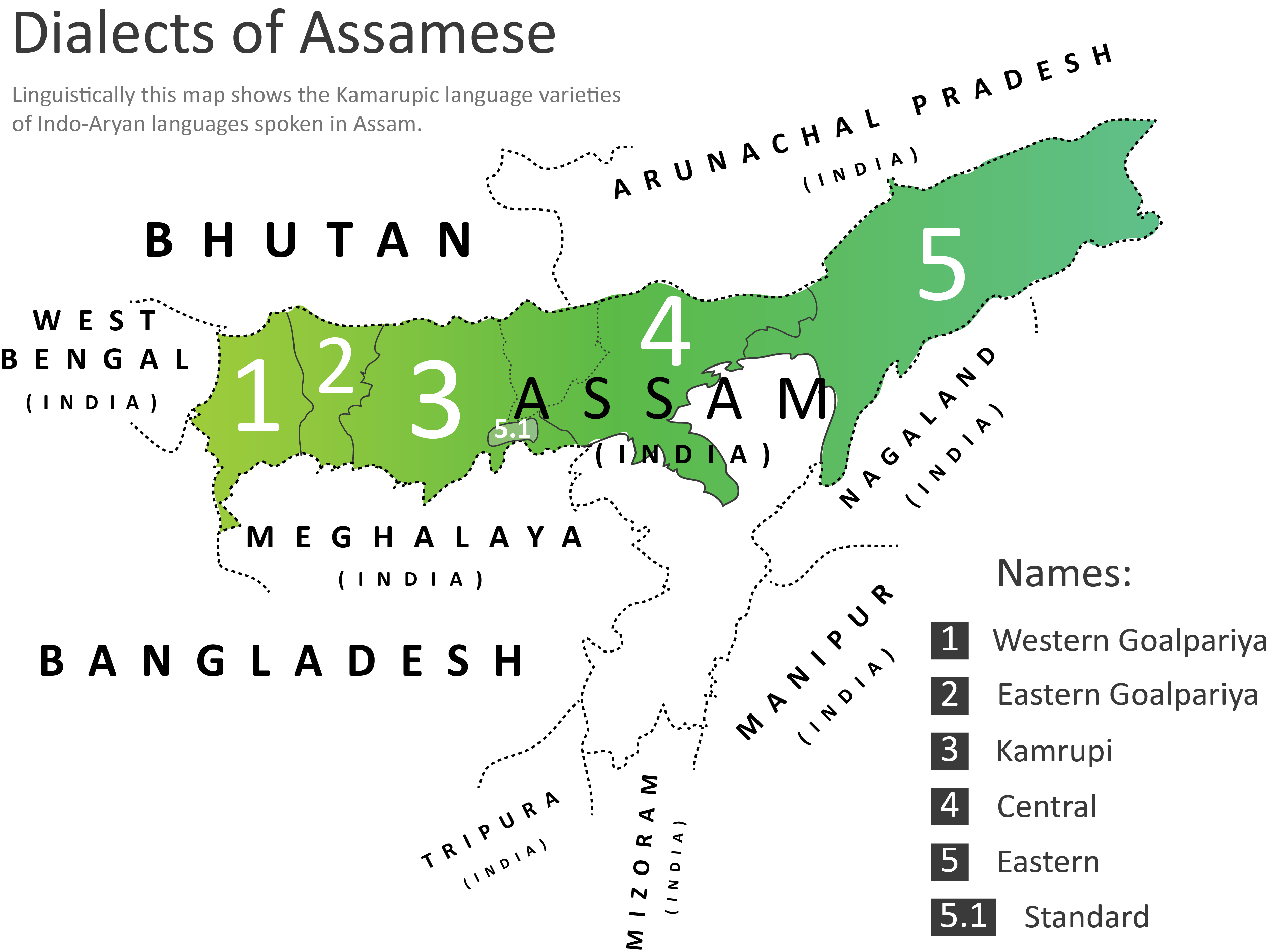
(en) Dialectes parlés dans le nord-Assam.
Religions de l'Assam (2011).
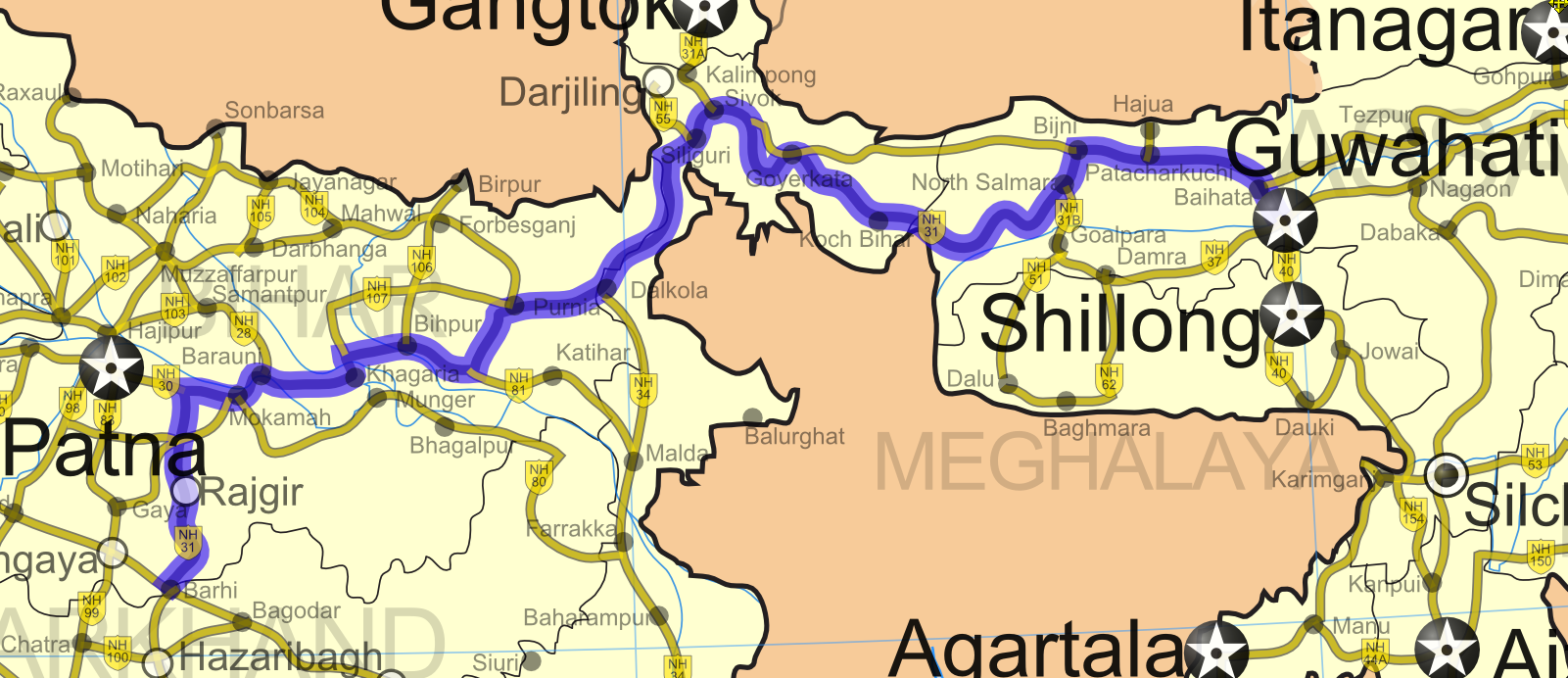
La Route nationale 31 (« National Highway 31 ») est une autoroute essentielle aux transports dans tout le nord-est de l'Inde, car elle est la seule reliant cette « péninsule administrative » au reste du pays.
Districts « autonomes » de l'Assam (2015)
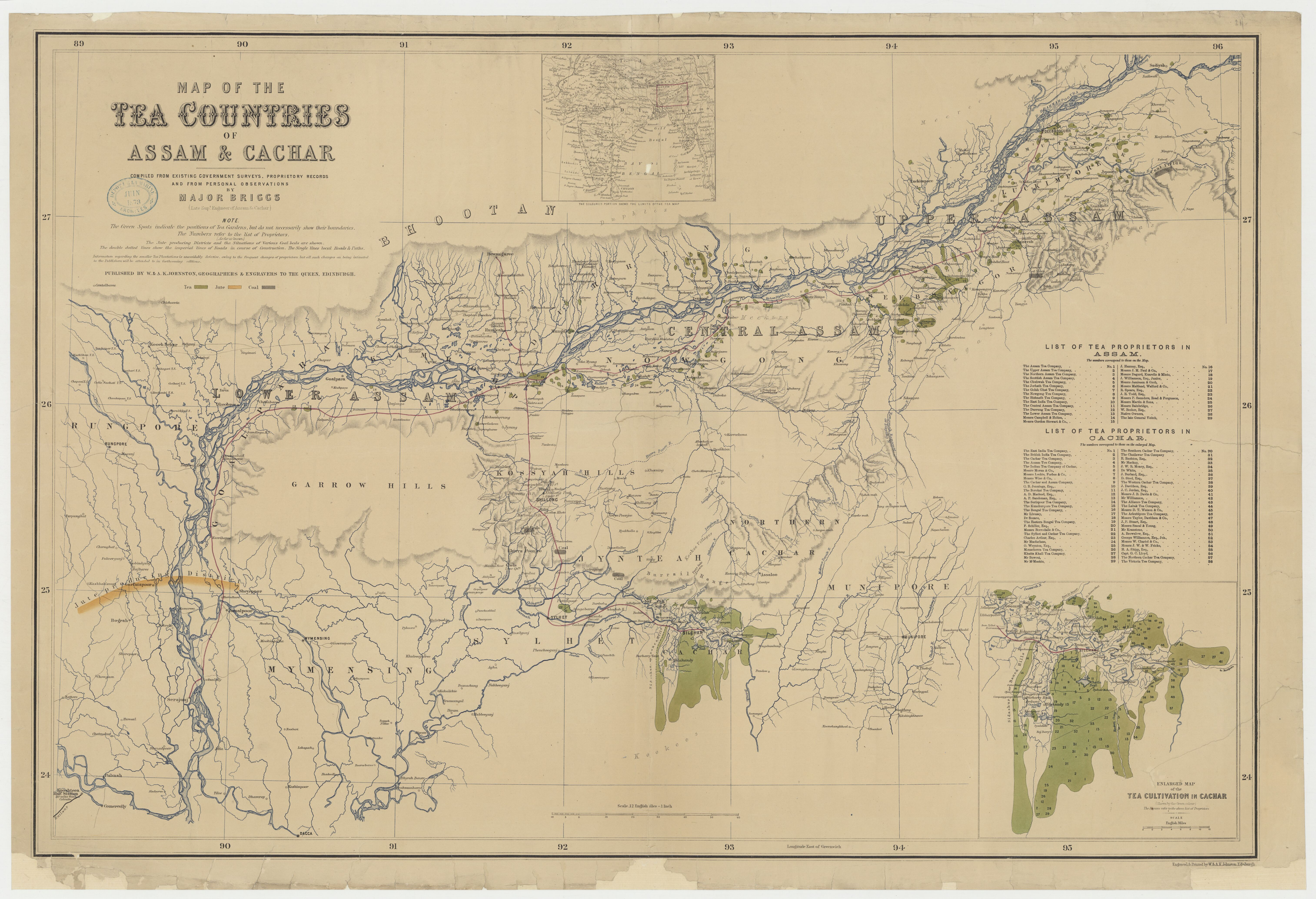
Carte des zones de théiculture de l'Assam, en 1873.
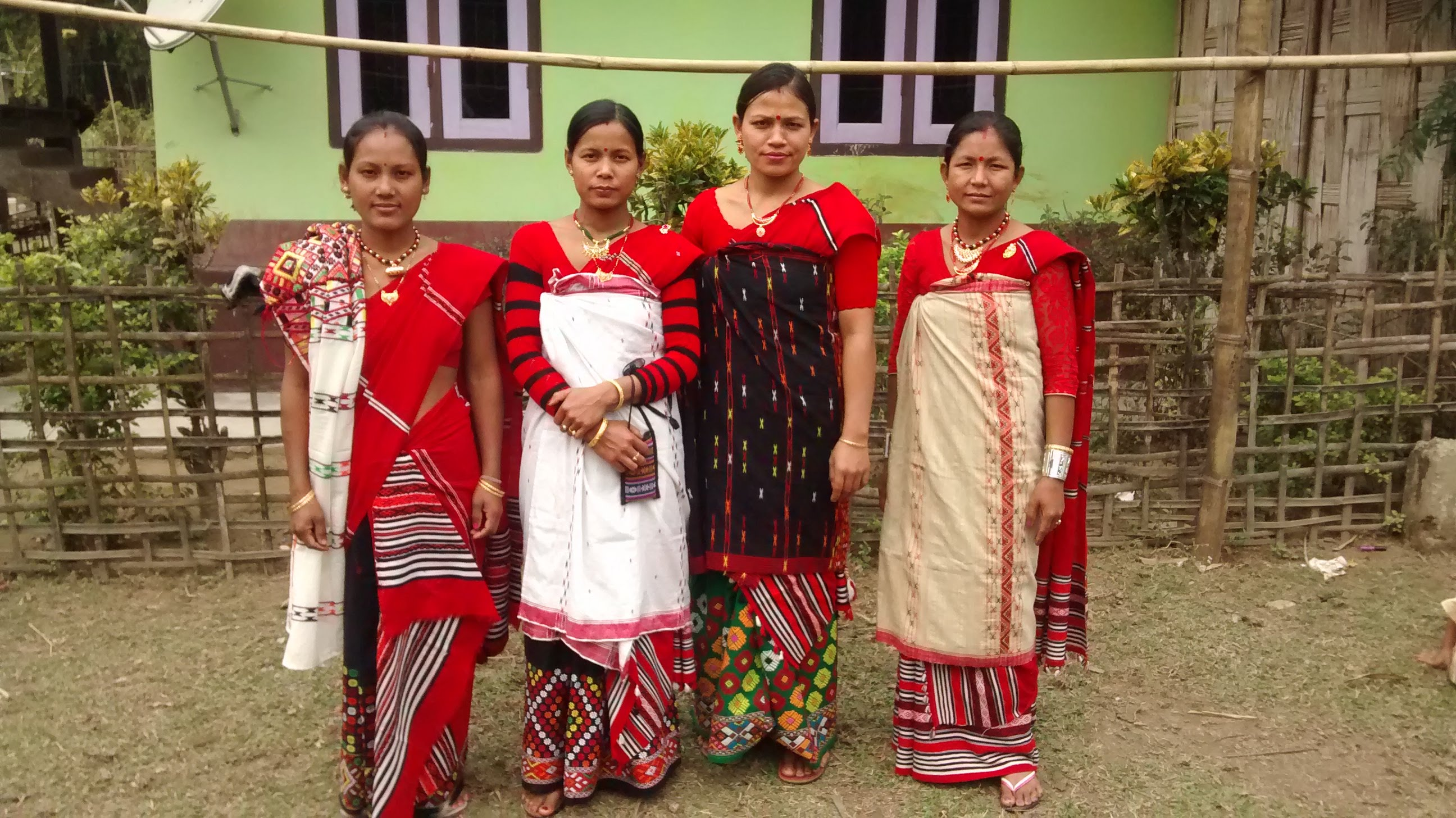
Des Mising en tenue traditionnelle.
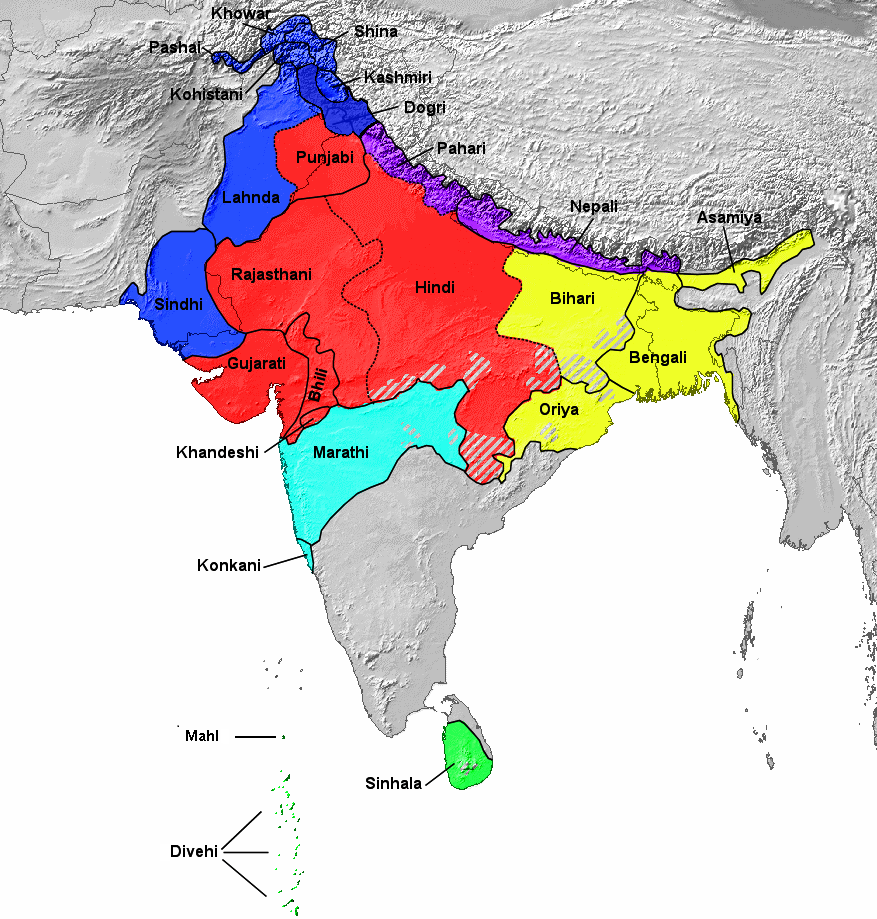
Linguistiquement, l'assamais fait partie des langues indo-aryennes; avec cependant des spécificités régionales dues à l'inclusion de termes et de mots népalais et bengali.

À noter que de nombreux conflits politiques concernant les frontières de l'état continuent de soulever des tensions entre l'Assam et des états riverains. Le conflit politique le plus ouvert est certainement celui qui oppose l'Assam et le Mizoram depuis l'indépendance de ce dernier (1986) car il faisait précédemment partie de l'Assam.
Ainsi des conflits territoriaux pré-existaient déjà du temps de l'Inde britannique, amenant à des tensions dans le pastoralisme, la chasse ou encore l'implantation de villages. Des chefs du Mizoram lançaient régulièrement des attaques sur des assamais, résultant en une décision britannique de tirer une ligne imaginaire pour tenter de confiner les mizo aux collines du sud et les assamais autour de la vallée du Brahmapoutre (sous peine d'une amende de cent roupies).
Ce conflit autour de la frontière assamo-mizoramaise s'explique en partie par le fait que les frontières du Mizoram furent décidées par des dirigeants mizo vers 1875, alors que la frontière assamaise fut fixée en 1933 par l'administration coloniale sans consultation locale des populations et chefs ethniques. Ainsi, certaines ethnies des collines se retrouvent depuis 150 ans dans des états auxquels ils ne s'identifient pas historiquement ni culturellement ; ou, au contraire, certains territoires furent peuplés par des habitants de l'autre état après ces tentatives de délimitations des frontières, créant un certain malaise culturel avec les populations alentour.

### Économie
L'économie du thé d'Assam, développée par les colons britanniques, est présente sur la majeure partie des coteaux et collines habités de l'état.
Pour contrôler une partie de la puissance du fleuve, l'Assam connut des programmes d'endiguement partiels, dès le XIIe siècle. Ceci vint en parallèle de plans d'administration et de taxation foncière sur ses bords.
Le séisme de 1950 modifia la conception des autorités de la gestion de cette vallée: à partir de 1954, les autorités d'état étendirent l'endiguement, poussant des communautés paysannes à se sédentariser dans des périmètres plus protégés et figeant des territoires cultivés qui n'avaient jusque là jamais connu de fixation. Mais la puissance du fleuve parvient toujours à éroder les berges et à briser des digues de façon régulière, causant des inondations catastrophiques, socialement et économiquement, dans ces communautés et des déplacements forcés de population vers l'intérieur des terres. 
Finalement, l'aménagement forcé des berges du Brahmapoutre a, selon Crémin (2017), causé un tort économique aux communautés paysannes qui vivaient jusque là avec le rythme de crues importantes. Le peuple Mising parvient néanmoins à ajuster ses pratiques agricoles (adaptation des variétés de riz et du rythme des récoltes, déplacement de villages, pâturage saisonnier, etc.) afin de maintenir leur subsistance dans des conditions alluviales encore sévères. 
Le Brahmapoutre tressé est également connu pour ses nombreuses « îles », appelées localement « chars ».

## Galerie

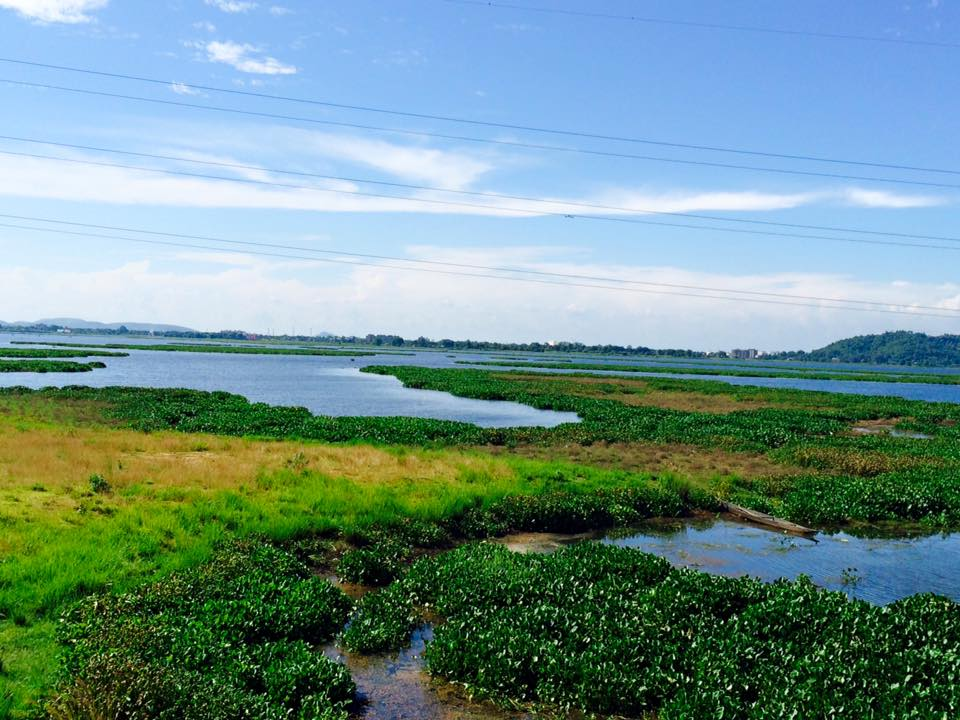
Lac fluvial, près de la capitale économique Guwahati (2016)
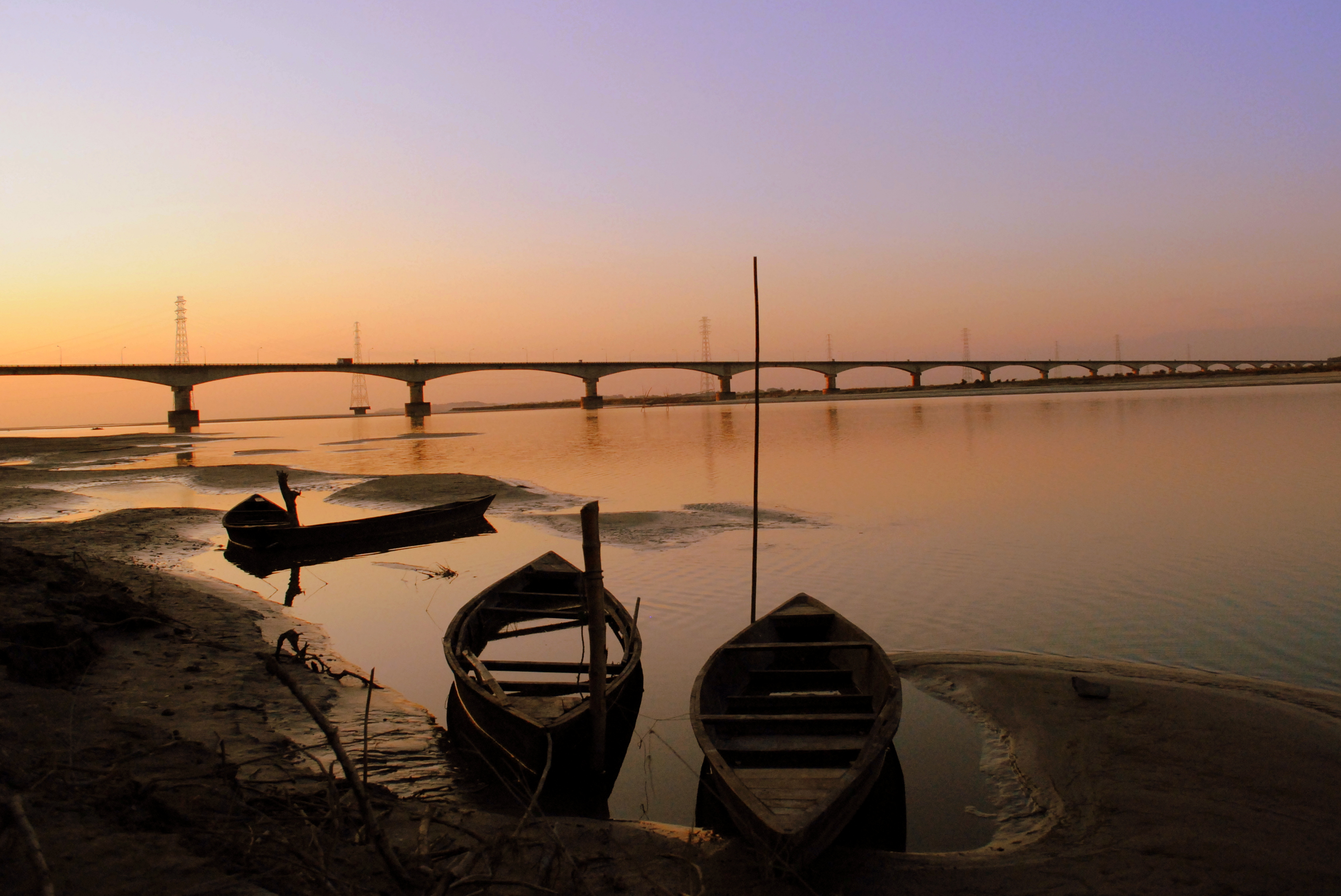
Pont Kolia Bhomora Setu, sur le Brahmapoutre à Tezpur (2011)
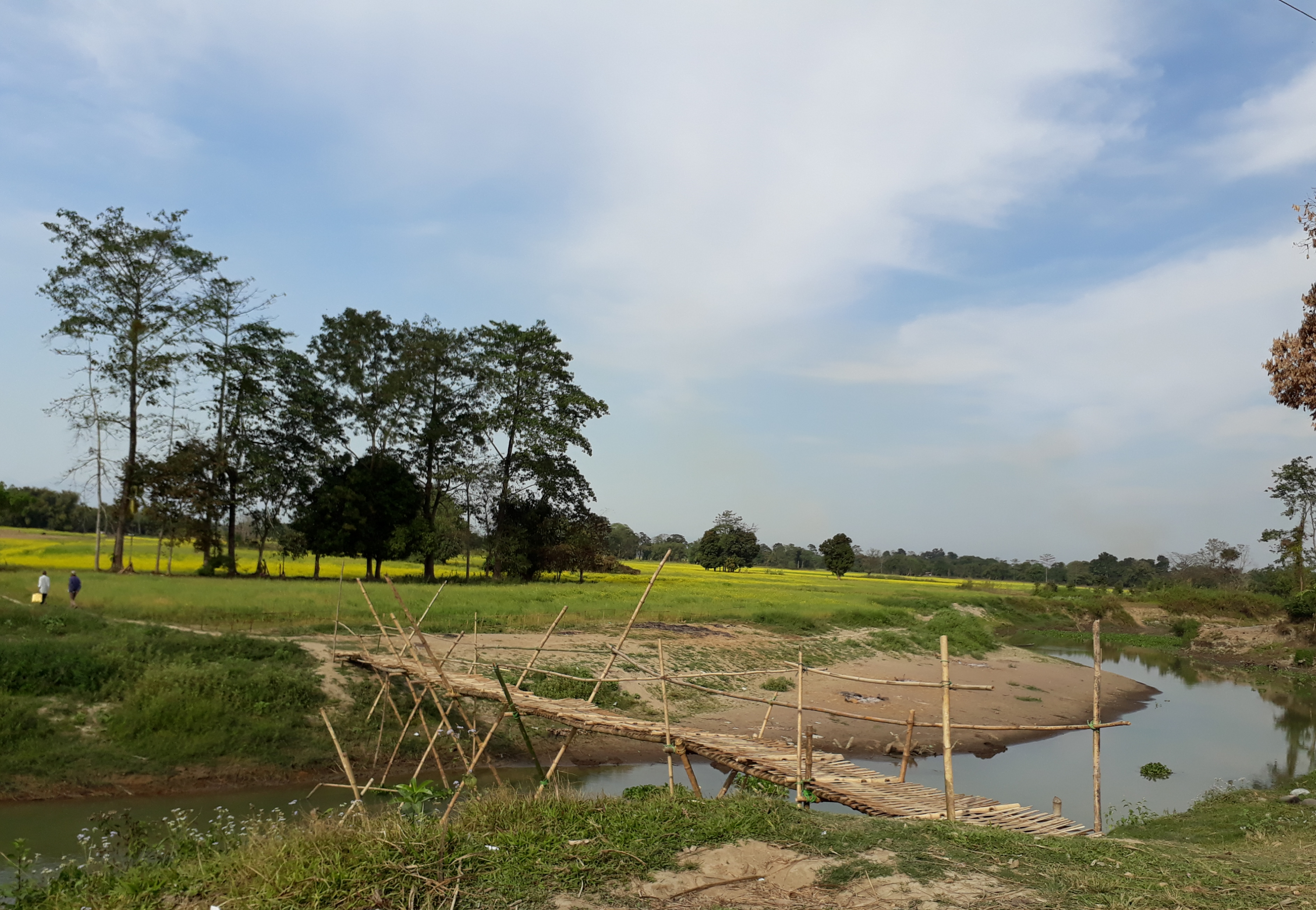
Paysage d'un village dans le district de Lakhimpur (2019)
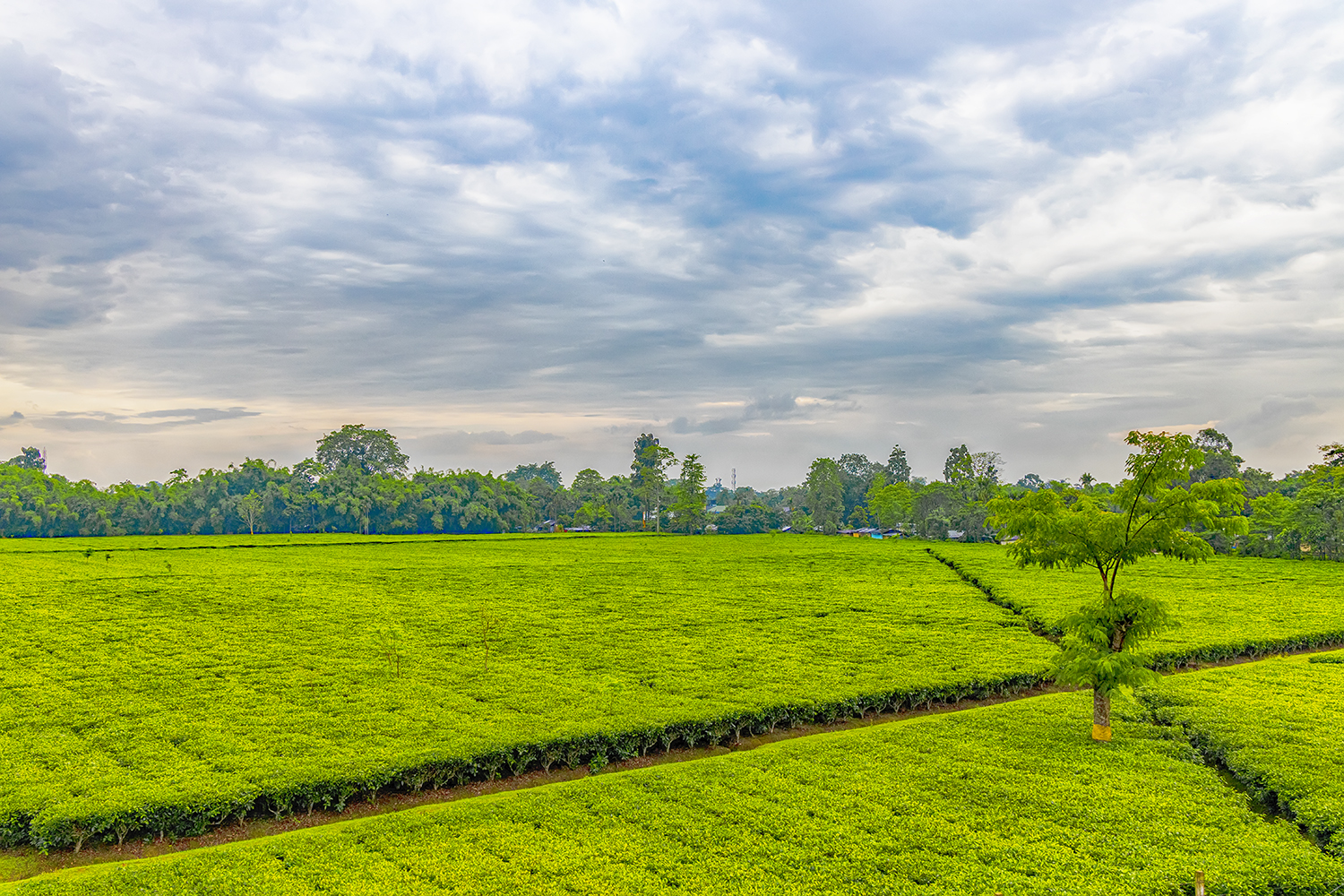
Un champ de théier dans l'Assam (2019)
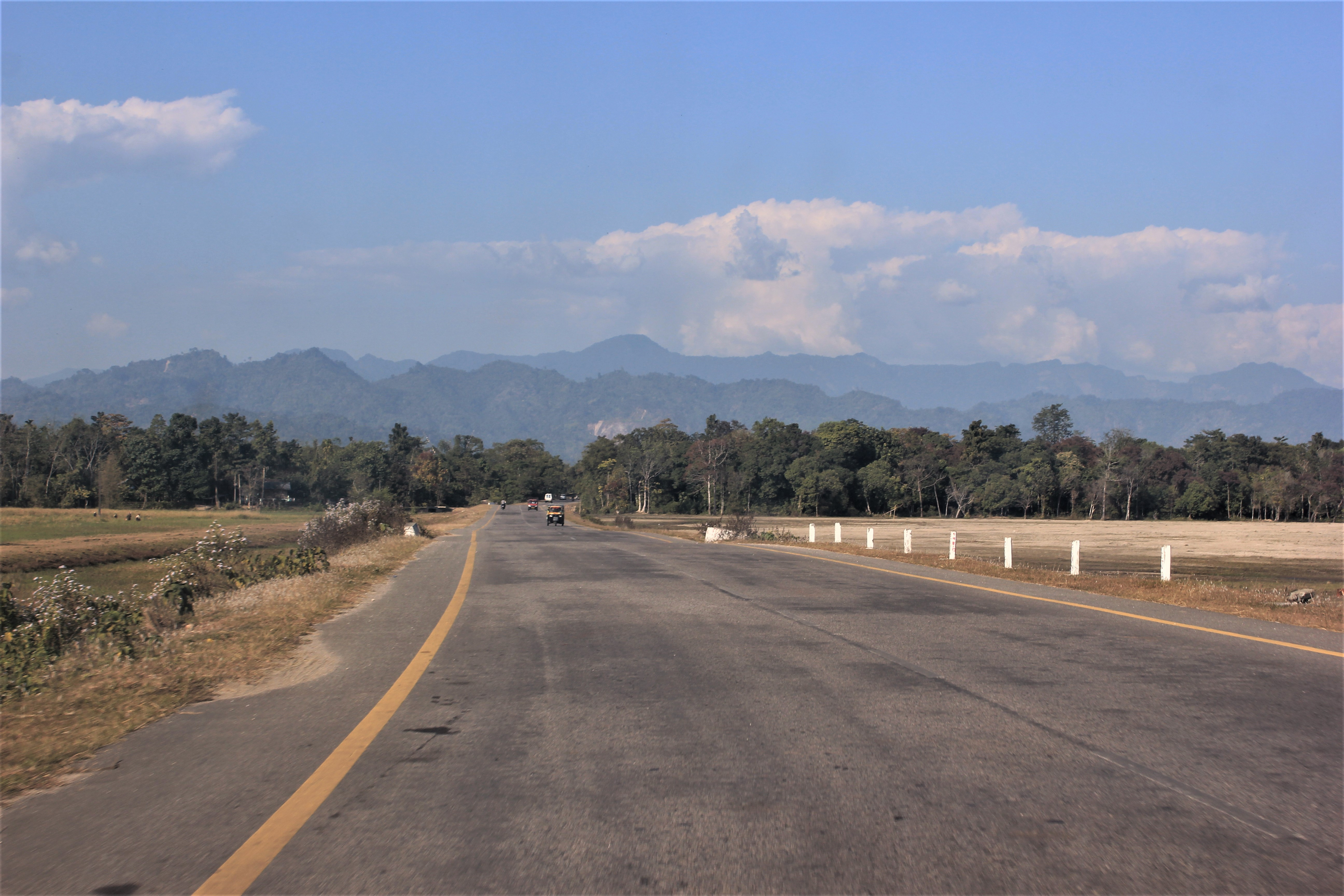
Route natioanle à Dhemaji (2015)
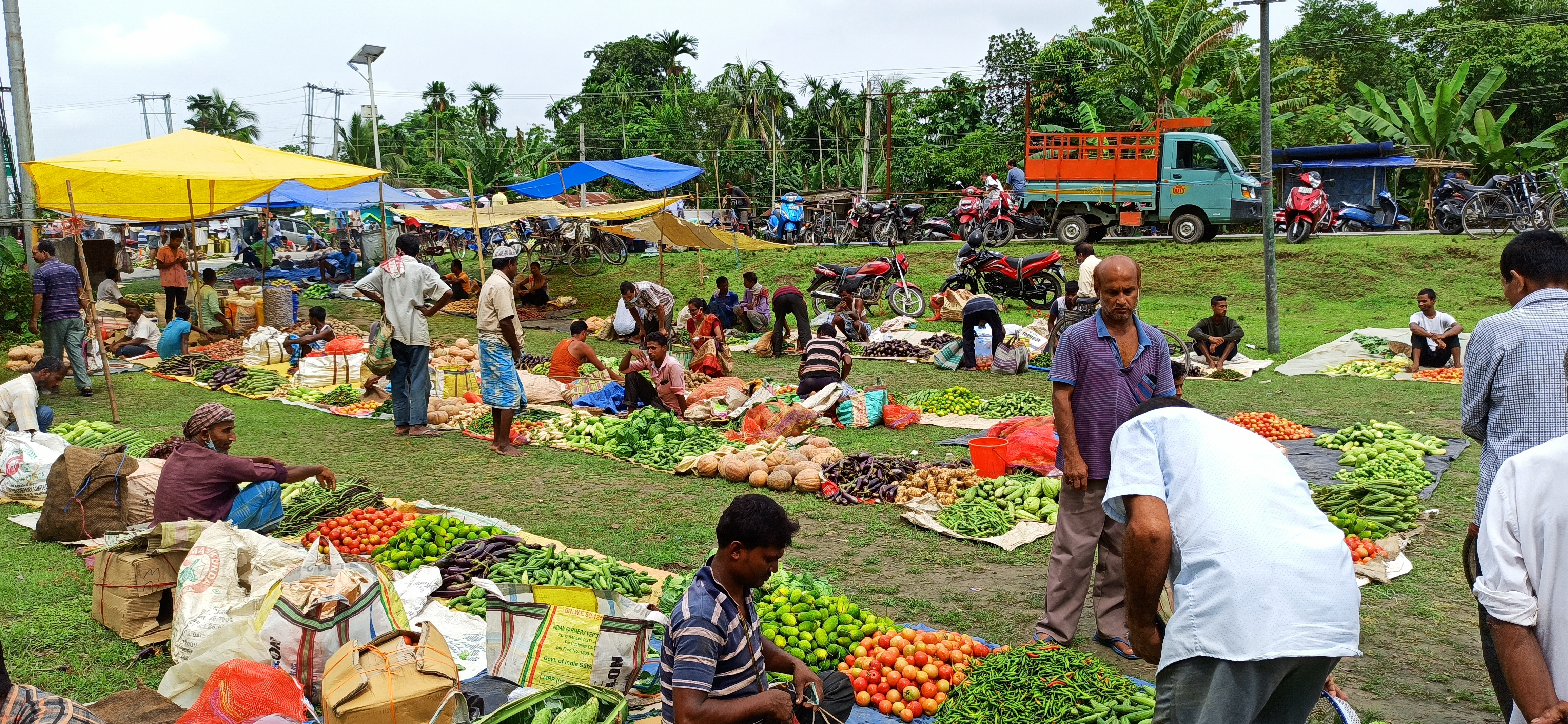
Un marché hebdomadaire à Nagaon (2020)
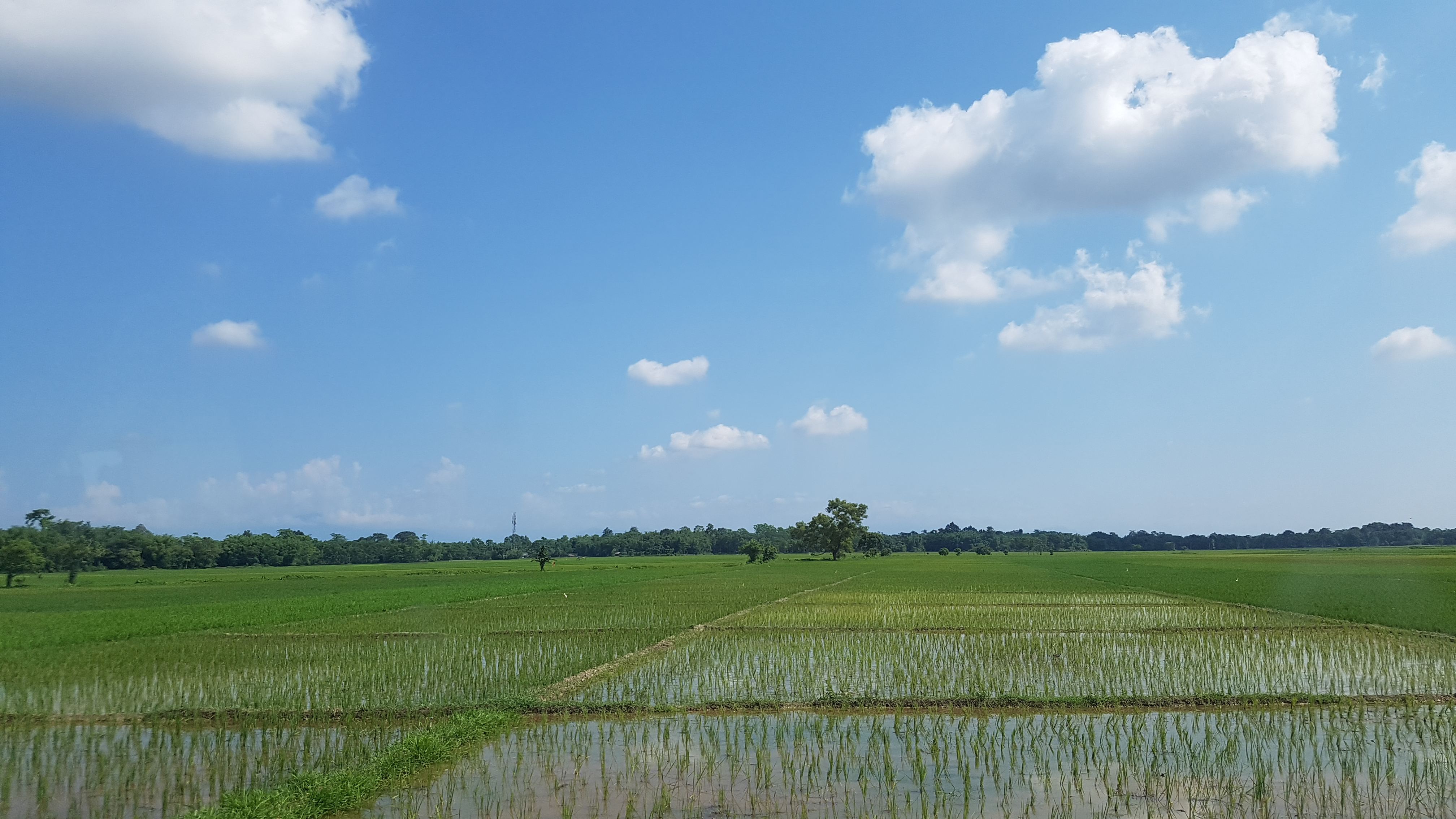
Rizière dans le district de Dibrugarh (2021)
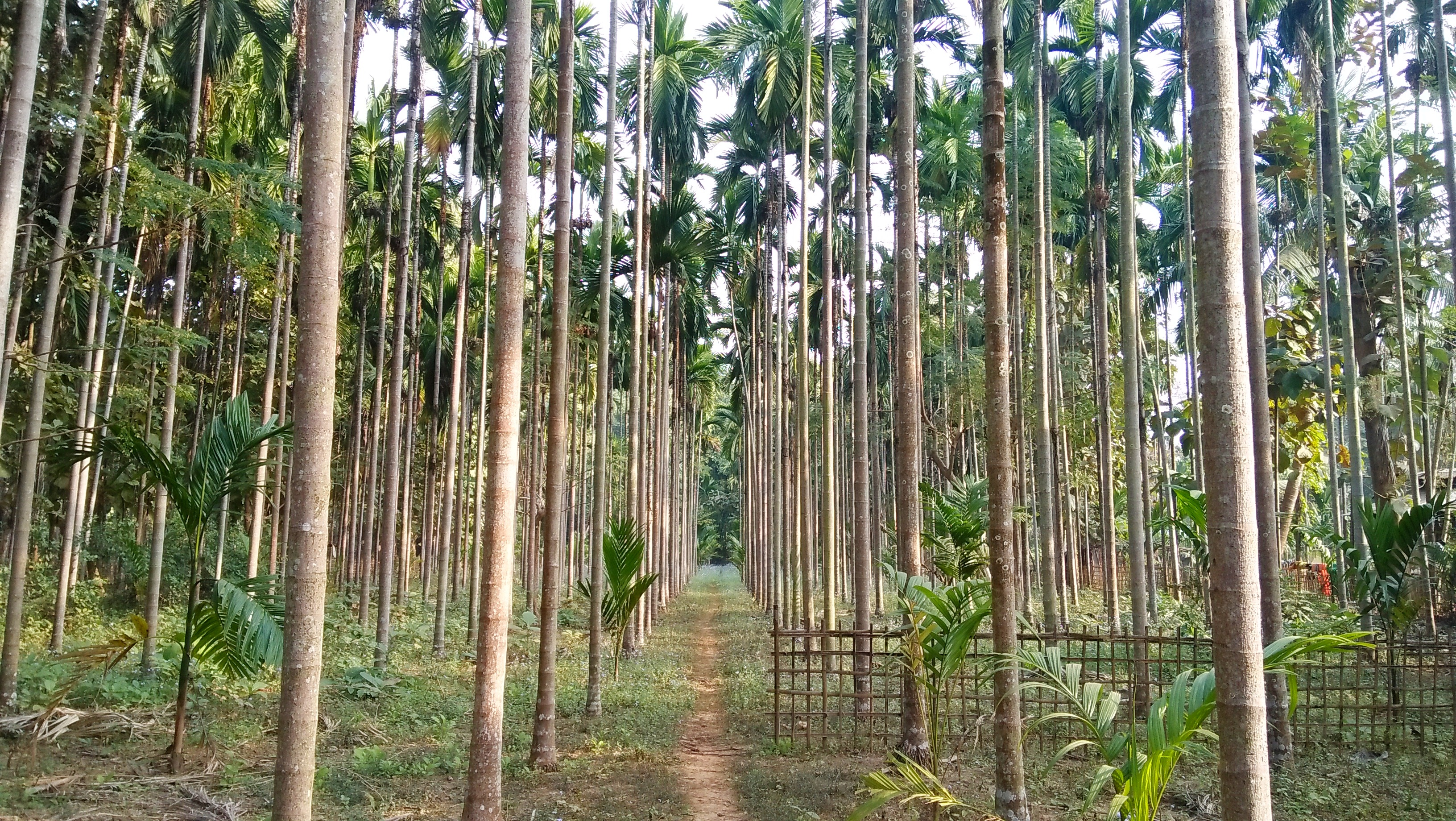
Plantation de palmiers à bétel à Baithalangso, utilisés pour leurs noix d'arec (2021).